# Альтанка Глібова
Альтанка Глібова  — восьмиколонна ротонда, знаходиться у селищі Седнів Чернігівської області на схилі високого пагорбу над річкою Снов. Побудована у першій половині ХІХ століття. Є складовою частиною парку садиби Лизогубів. Свою назву отримала від імені відомого українського поета Л. І. Глібова, який гостював у Лизогубів і любив відпочивати у цій альтанці. Пам'ятка архітектури національного значення, охоронний номер 863/2.

## Опис
Збудована на початку половині ХІХ століття на високому уступі берега річки Снов, з якого відкривається мальовничий краєвид на луки і ліси. Виконана у формах класицизму. Споруджена з цегли, тинькована, типу ротонди. Вісім колон тосканського ордеру підтримують антаблемент, над яким — напівсферичний купол, критий залізом. Колони стоять на різновисокому, відповідно до рельєфу місцевості, цоколі.

## Історія
Наприкінці XVII століття Седнів став маєтністю чернігівського полковника Якова Лизогуба, а потім перейшов у спадок до його нащадків. Пам'ять про цей славетний козацький рід збереглася у кількох цікавих будівлях, що складають мальовничий архітектурний ансамбль. Це і дерев'яна Георгіївська церква, і мурована Воскресенська церква, і кам'яниця Лизогубів, і, звичайно ж, садиба з парком. Садиба була закладена в XVII сторіччі. В ній на 22 гектарах був розбитий європейський парк з каштановими алеями, білими мостиками над ровами, з каскадом фонтанів. Подальші кроки по облаштуванню садиби і парку зроблені братами Андрієм та Іллею Лизогубами, які у 1830 р. оселилися у Седневі. Були проведені значні роботи по подальшому облаштуванню садиби. Зокрема, було розширено старий парк, який згідно з віяннями моди набув рис романтизму. Тоді ж і з'явилася романтична білоколонна альтанка-ротонда на невеличкому уступі горішнього плато, звідки відкривався мальовничий краєвид.
Лизогуби були прихильниками мистецтва. Вони часто приймали у себе художників, письменників і поетів. Двічі тут бував Тарас Шевченко. Неодноразово бував у Лизогубів і Леонід Глібов, який жив у Чернігові, був видавцем і редактором друкованого видання «Черниговский листок», завідував земською друкарнею. Саме в альтанці любив відпочивати український поет. Чудовий краєвид, що відкривався з високого пагорбу, надихав поета на творчість. Стверджується, що саме у Седнєві він написав свій відомий вірш «Журба» («Стоїть гора високая»). Щоправда, ряд дослідників творчості Л. І. Глібова факт написання «Журби» у Седнєві заперечують, посилаючись на відсутність переконливих доказів. У пам'ять про відомого поетя-байкаря мальовничу альтанку назвали його іменем.

## Цікаві факти
- Ще у 70-ті роки XX століття сходи вели не прямо до альтанки, а обходили її праворуч.

## Галерея

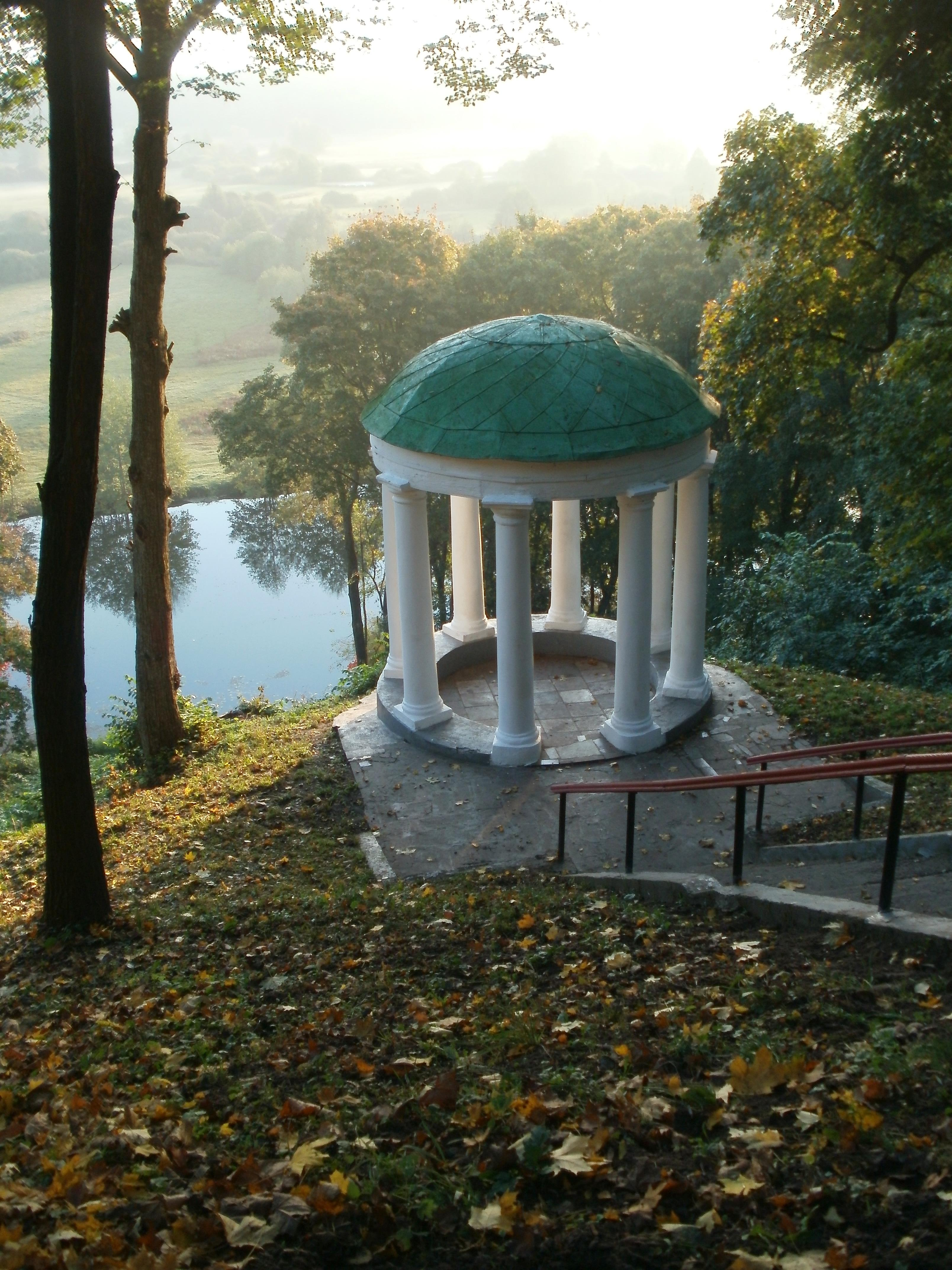
Загальний вигляд
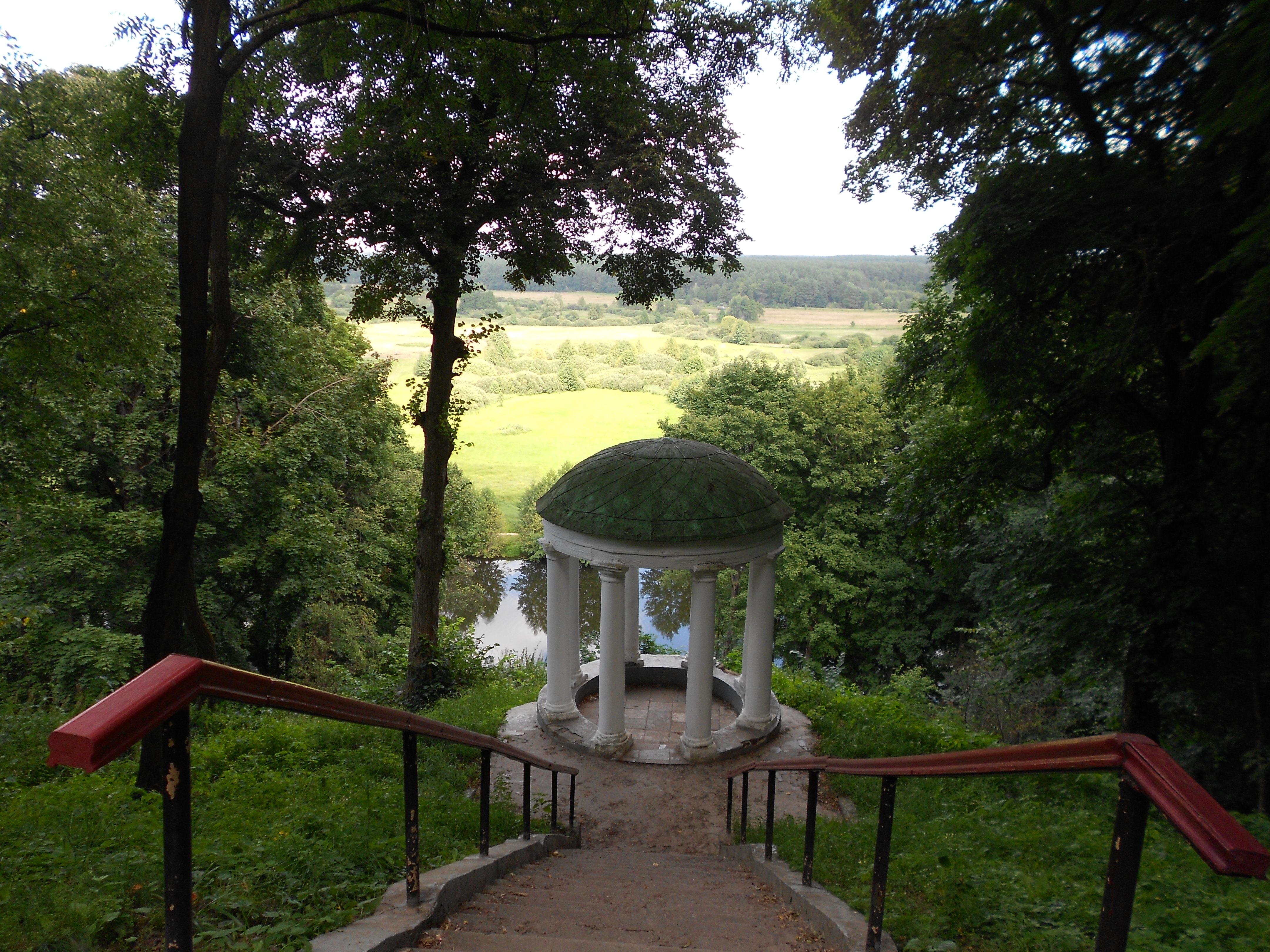
вигляд згори від початку сходів
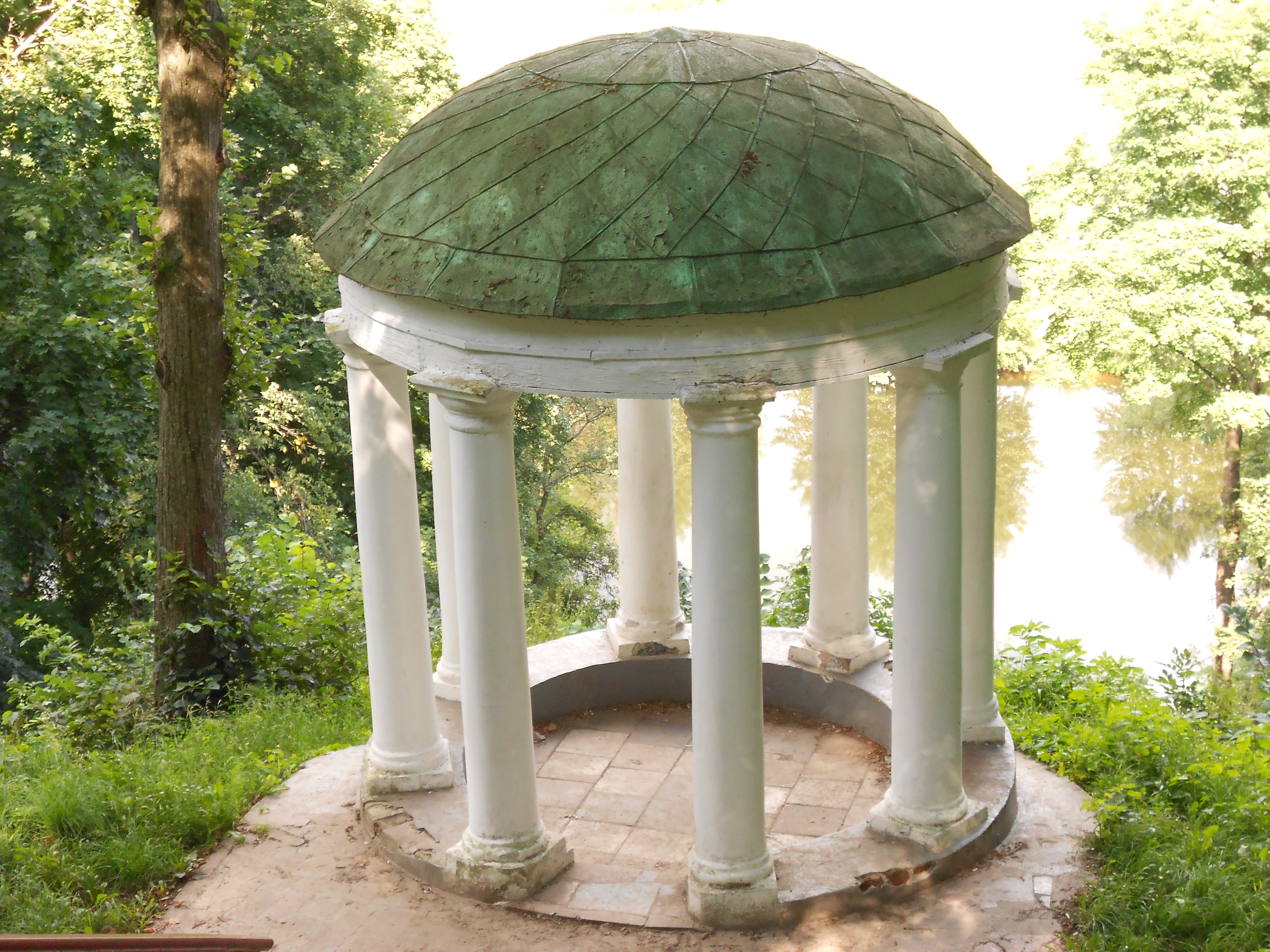
зблизька
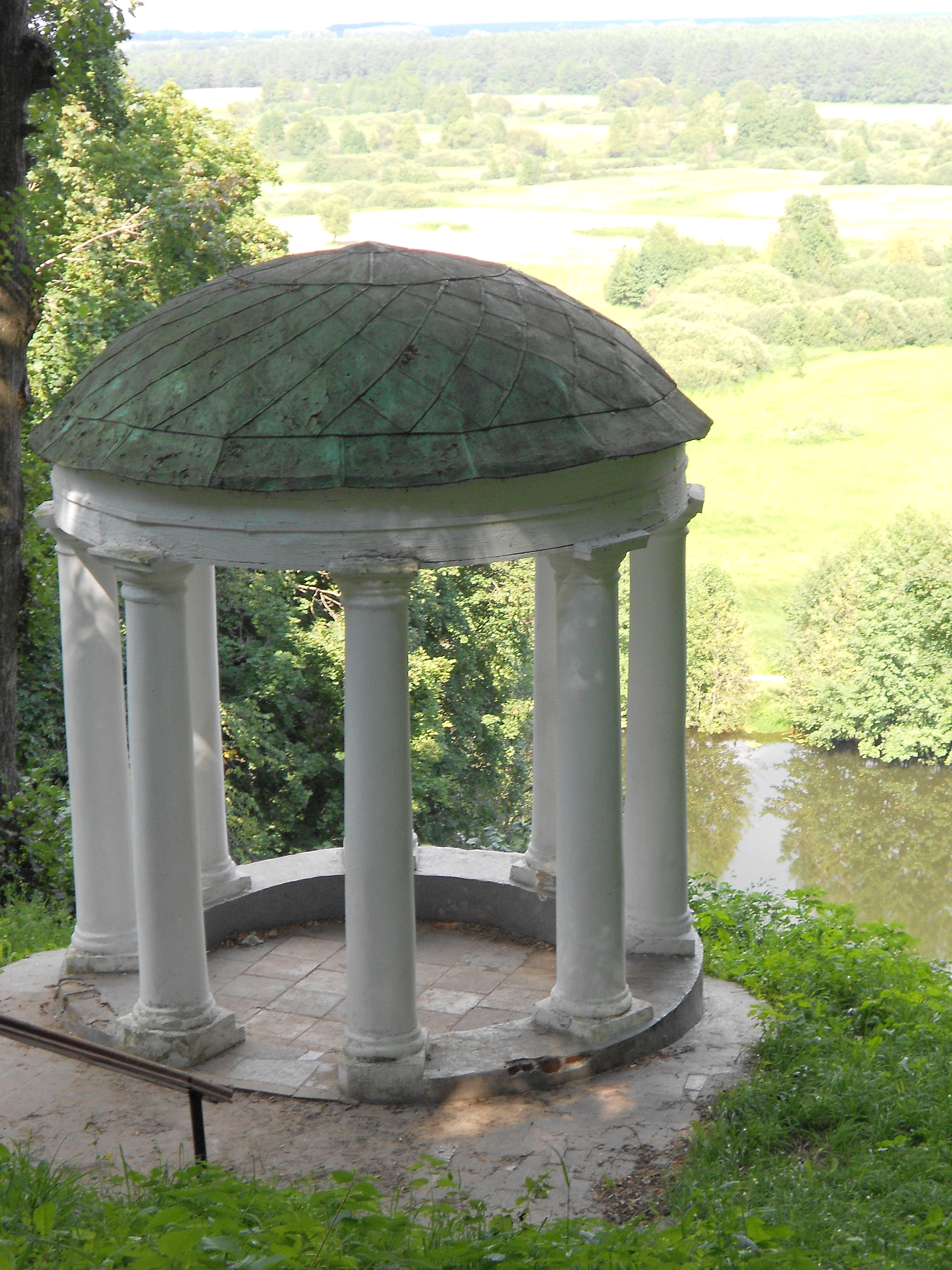
поля і ліс на задньому плані
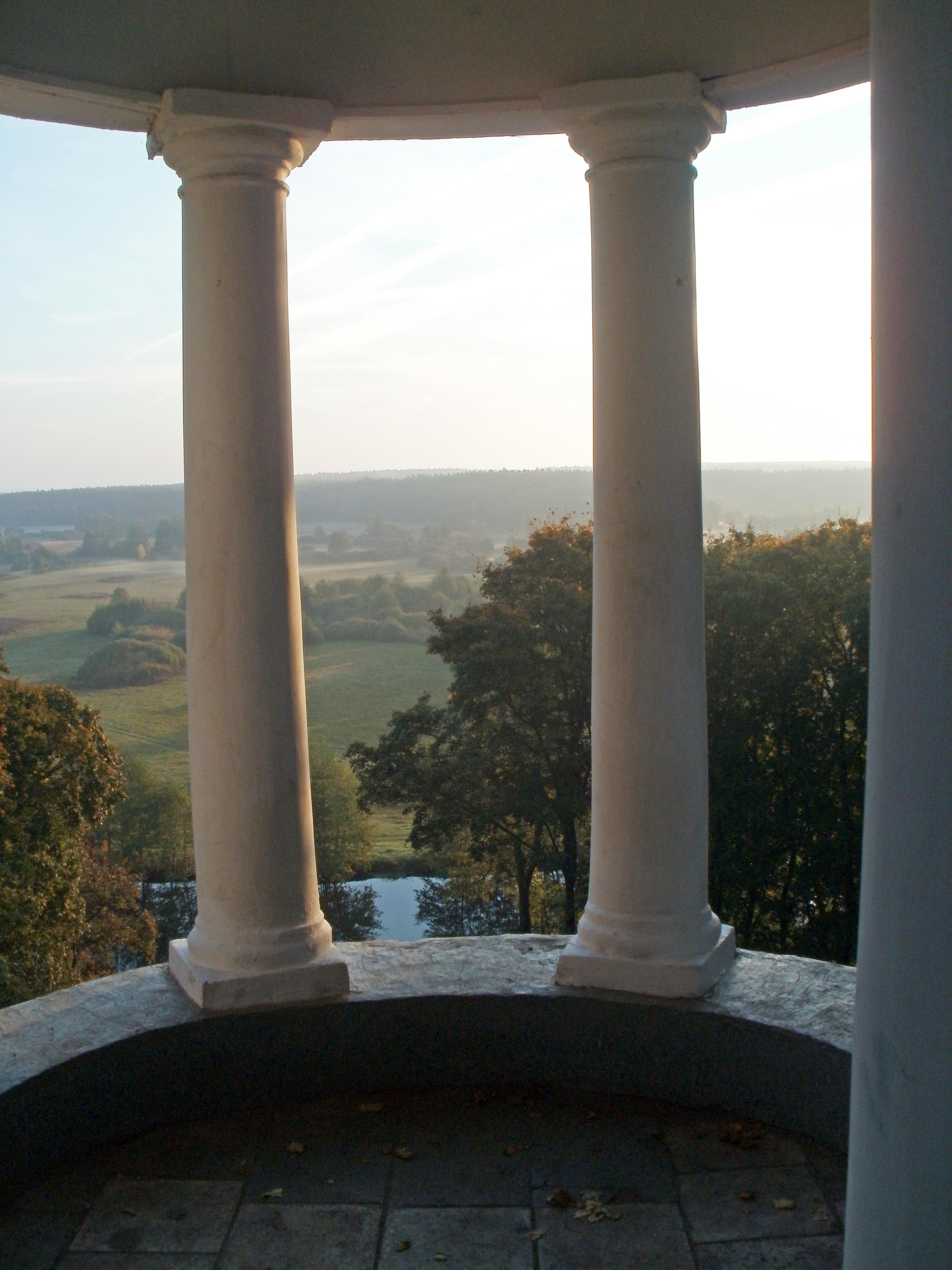
В альтанці
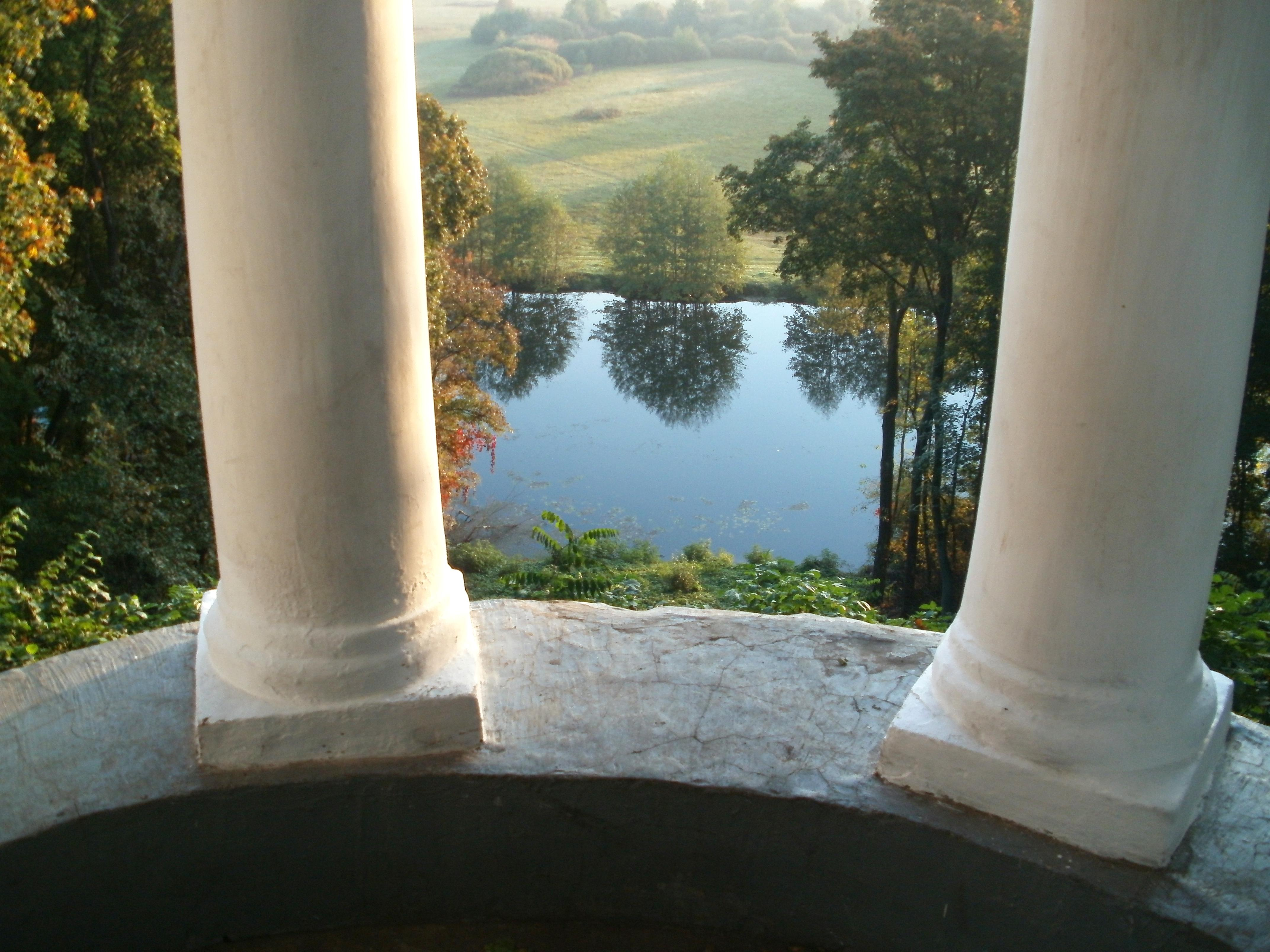
Вид на Снов з альтанки
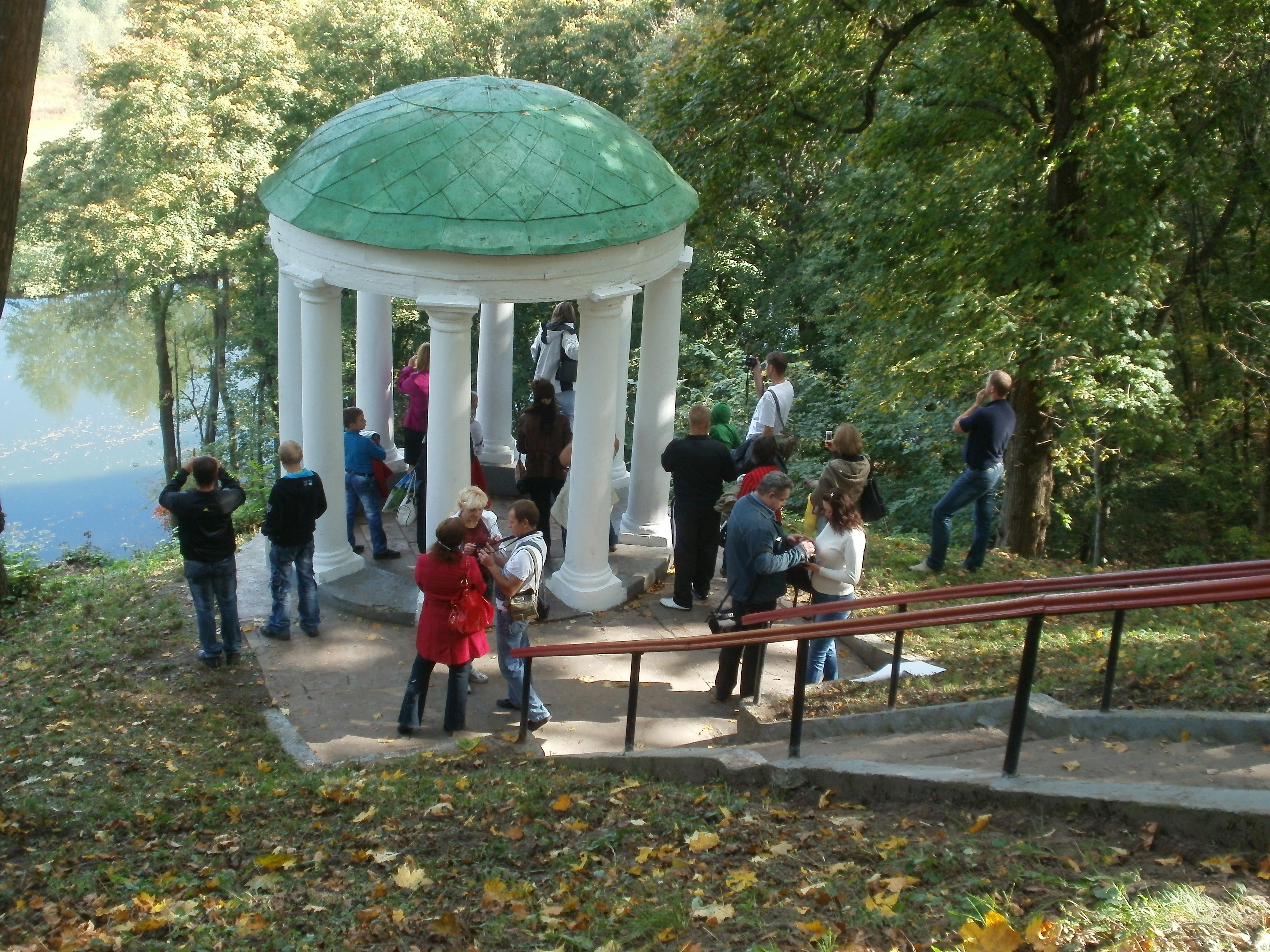
Туристи біля альтанки
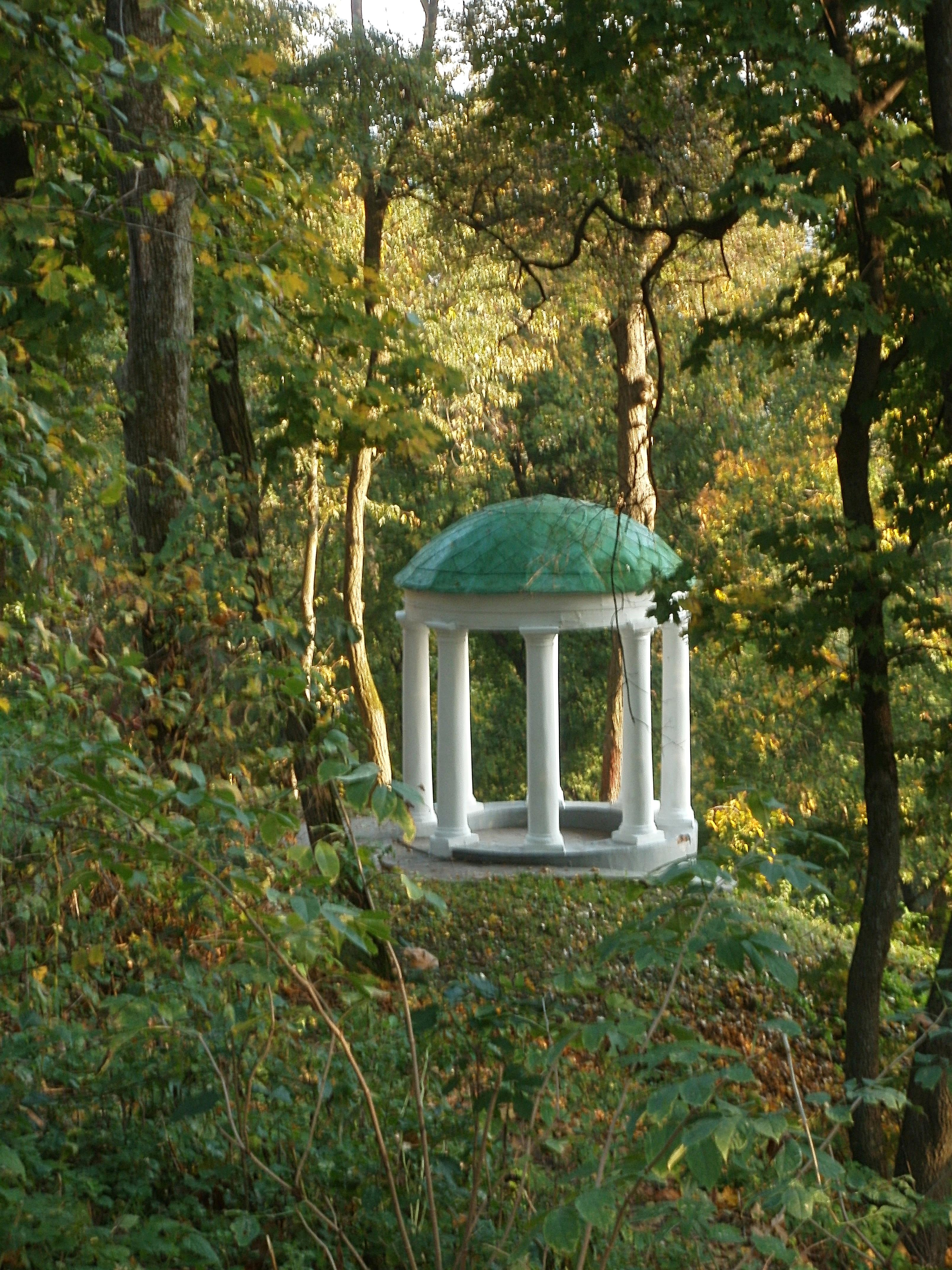
Вид з південного боку
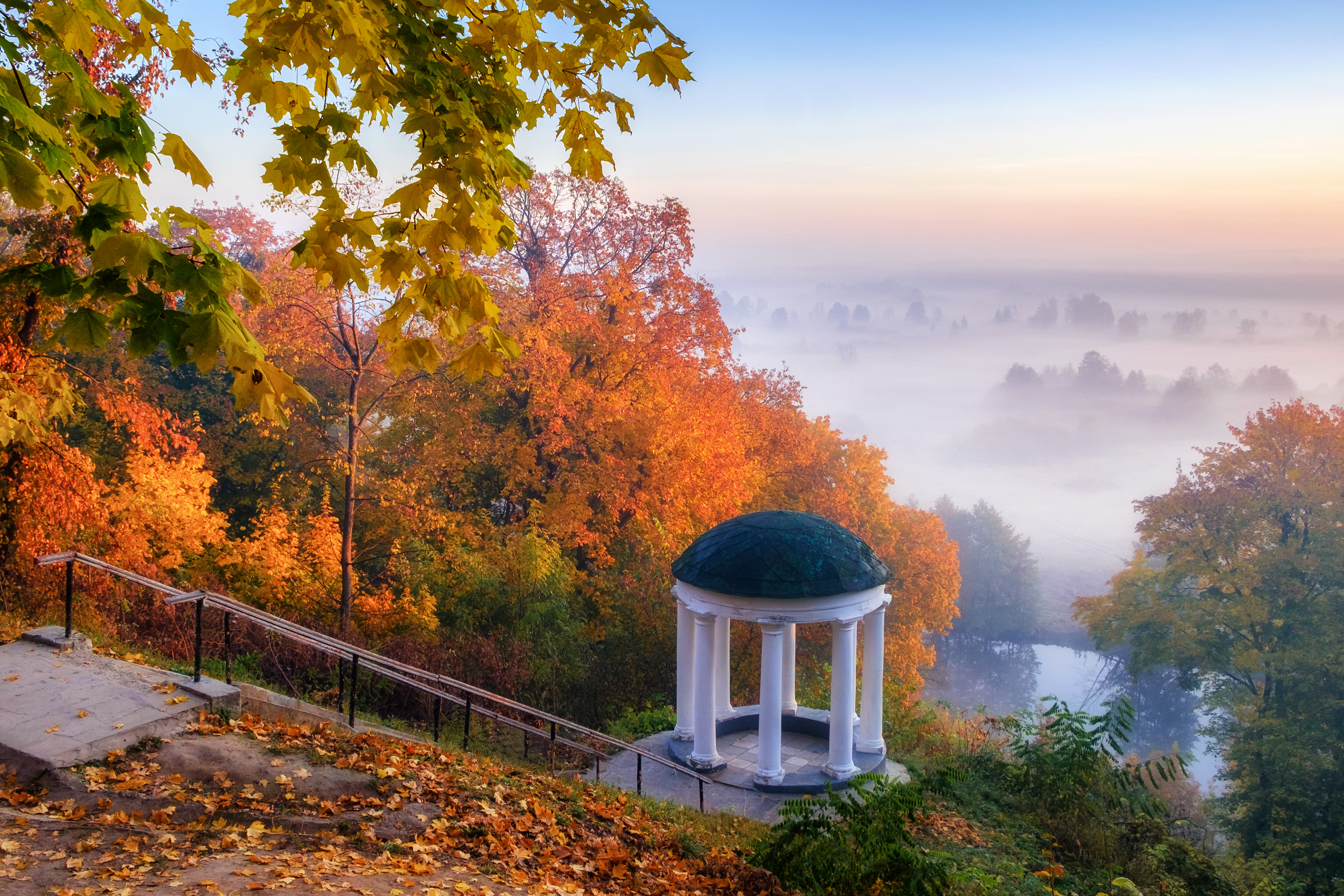
Осінь 2018 року, ранок
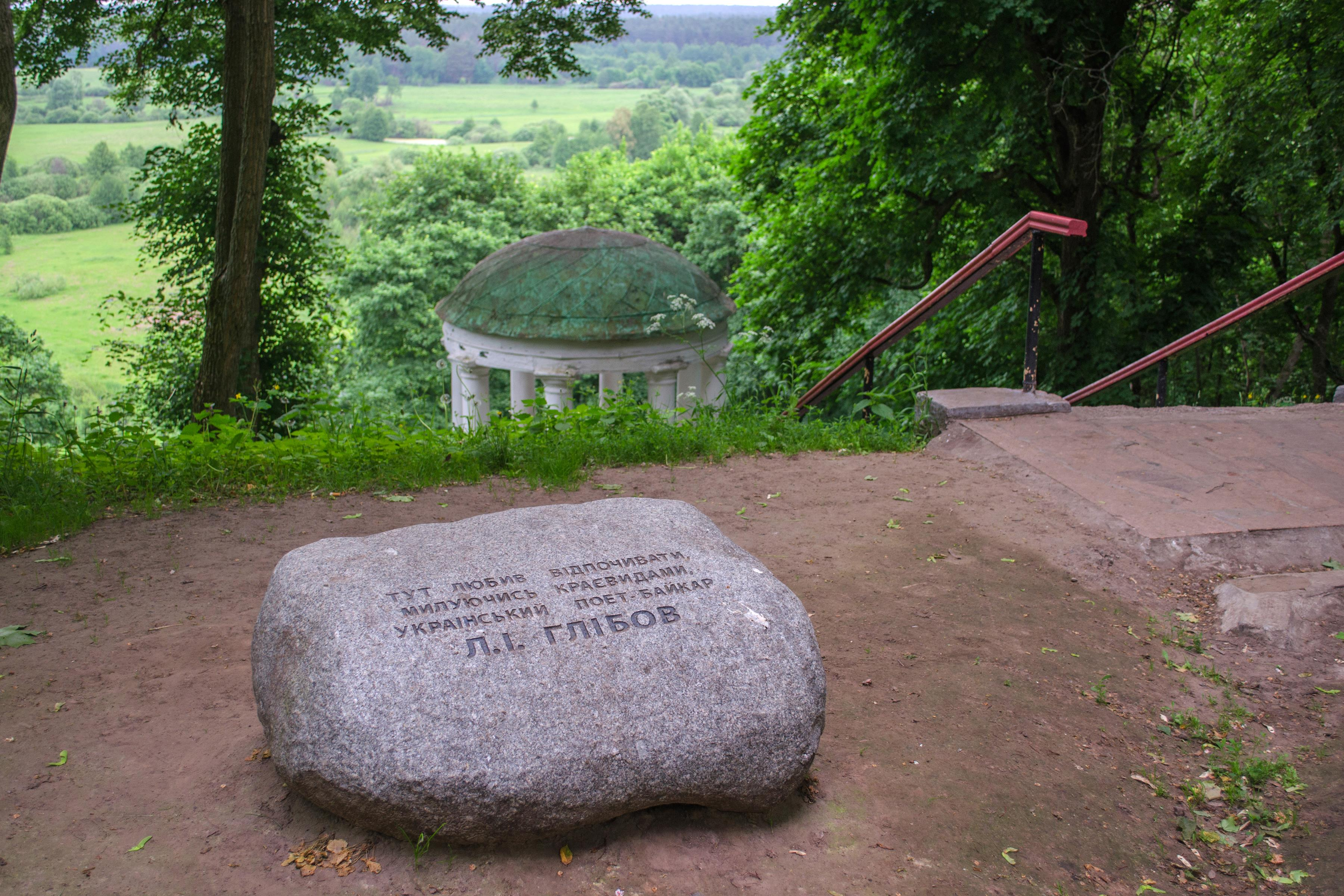
Камінь з написом біля альтанки